# Anna Czóbel
Anna Czóbel (n. 17 noiembrie 1918, Budapesta, Republica Democrată Ungară – d. 9 decembrie 2012, Budapesta, Ungaria) a fost o profesoară universitară și directoare de imagine maghiară care a lucrat pentru Televiziunea Maghiară. A primit titlul de Artistă Emerită a Ungariei (în maghiară Magyarország Érdemes Művésze díj) în 1975. Este membru de onoare al Societății Maghiare a Directorilor de imagine. 

## Viată și carieră
Anna Czóbel s-a născut la 17 noiembrie 1918, ca singura fiică a lui Ernő Czóbel (1886–1953), istoric literar, și a Saroltei Lányi (1891–1975), poetă și educatoare. Bunicul ei matern Ernő Lányi (1861–1923) a fost compozitor. Unchiul ei a fost Béla Czóbel⁠(d) (1883–1976) a fost un cunoscut pictor maghiar care a câștigat Premiul Kossuth. A avut patru ani când părinții ei au emigrat la Moscova. Ea a absolvit Institutul de Stat de Cinematografie „Gherasimov” din Moscova din Uniunea Sovietică și a început să lucreze ca asistent de imagine la Soyuzdetfilm (Studioul M. Gorki). S-a întors în Ungaria în 1945 și a lucrat la Mafirt Krónika (o rolă de știri) și apoi la Mafilm⁠(d). În 1950, a devenit lector la Universitatea de Artă Teatrală și Cinematografică din Budapesta, unde a predat cinematografia lui Vilmos Zsigmond⁠(d), Sándor Sára și István Gaál⁠(d) și alții. A fost membră a echipei de filmare maghiare la Jocurile Olimpice de vară din 1952. Din 1958 până în 1990 a lucrat pentru Televiziunea Maghiară ca directoare de imagine, a încercat aproape toate genurile de televiziune. S-a pensionat în 1981, dar a continuat să lucreze la postul TV maghiar încă nouă ani. A trăit mai multe decenii în Németvölgy, Budapesta.

## Lucrări
- Beszélnek a színek (1953) [3]
- Színek hatalma (1958) [3]
- Ha én egyszer kinyitom a számat (1964) [3]
- A művészet legyen mindenkié (1965) [3]
- A parányok óriásai [3]
- Cicavízió (1961) [3]
- Jogi esetek [3]
- Kuckó (1968) [3]
- Óvodások műsora [3]
- Zsebtévé (1965) [3]
- Vers mindenkinek [3]
- Marci és a kapitány (1978) [3]